# Cesarjev grad, Prato
Cesarjev grad (italijansko Castello dell'Imperatore) stoji v mestu Prato na trgu Piazza delle Carceri, ob cerkvi Santa Maria delle Carceri. Gre za lep primer arhitekture štaufovske dobe, ki je nastala za svetega rimskega cesarja Friderika II.   , kot del boja za prevlado v Toskani med cesarstvom in papeštvom, ki je zaznamovalo desetletja ok. leta 1200.  Stoji na mestu starejše utrdbe: od nje sta se ohranila dva v nov grad vključena stolpa. Grad sestavlja z obzidjem s cinami in stolpi.

## Zgodovina in opis
Utrdba rodbine Alberti grofov Prata je nekoč stala na mestu sedanjega gradu, a ta utrdba je bil skoraj popolnoma zravnana s zemljo leta 1107 med obleganjem čet Matilde Toskanske (ali Matilde iz Canosse). Na istem mestu bil nato postavljen grad, imenovan Palazzolo, v katerem sta bila bivala odposlanika cesarjev Henrika VI. in Otona IV. (od tega sta ostala še dva stolpa, tista brez cin, ki sta imela do 1767-68 približno dvojno trenutno višina); območje gradu je bilo vedno strateško, tako da obstajajo dokumenti iz leta 1035 [2], ki pričajo o prisotnosti starejšega palatiuma; ta stavba je bila jedro Castruma Pratija, vasi, ki je stala gorvodno od stavbe, v kateri je bila tudi starodavna župnijska cerkev (Santa Maria in Castello, ki ne obstaja več).
Friderik II. je naročilo za gradnjo dal Riccardu da Lentiniju, verjetno od leta 1240. Grad, ki je bil prvotno tangenta na drugo obzidje (12. stoletje), je bil delno obdan z jarkom in povezan z albertijskimi zapori, iz opredelitve katerih definicija zaporov je dobila ime bližnjega marijanskega svetišča. Ima osem stolpov, tako kot Castel del Monte, različne simbolne vidike, tako v strukturi kot na portalu. Ko je bil dokončan, naj bi bil uporabljen kot pomemben garnizon cesarstva, ki priča o prisotnosti cesarja na posestvih na severu.
Vendar pa je bila njegova gradnja prekinjena okoli leta 1250 zaradi prezgodnje cesarjeve smrti, nedokončana zgradba pa je bila kasneje uporabljena za številne druge namene. V 14. stoletju je bil grad pod florentinsko gospoščino s tretjim krogom obzidja povezan s pokritim hodnikom, imenovanim Corridore del Cassero (tj. Grajski hodnik) ali bolj preprosto Cassero. Na ta način so florentinske čete lahko z zaščitenim prehodom zlahka vstopile v mesto od zunaj obzidja.
Skozi stoletja so bile v objektu in okoli njega zgrajene nekatere hiše. V 1930-ih so bile v času fašistične vlade vse hiše porušene in grad je dobil današnji videz, ki je praktično sestavljen le iz zunanjih zidov. Hkratno odprtje viale Piave je vključevalo tudi rušenje večjega dela zgradbe Cassero, od tega sta ostala dva odseka.
Na zadnji strani istega gradu so zanimivi tudi ostanki bolnišnice in pripadajoče cerkve San Giovanni Gerosolimitano (ali malteških vitezov), zgrajene extra moenia sredi 12. stoletja in trenutno zapuščene, ki pa še vedno ohranja majhne in redke sledi antropomorfne terakote iz romanskega obdobja.
Leta 1944 so fašisti grad uporabili za zapiranje stotin Pratovcev, aretiranih zaradi stavke.
Tudi leta 1944, med 6. in 7. septembrom, potem ko so partizani zasedli mesto, so ti krožili po mestu, kjer so fašiste in domnevne fašiste ujeli in jih odpeljali na grad ter ustrelili. Dogodek se spominja kot pokol cesarjevega gradu.
Po obnovi v 1970-ih je bil grad odprt za javnost in ga je mogoče obiskati. Povzpne se po starodavnih spiralnih stopniščih znotraj vogalnih stolpov in dostopi do stražarske steze, in uživa v čudoviti panorami mesta Prato. Grad občina uporablja tudi kot kraj za kulturne prireditve, kot so oddaje, koncerti ali tako imenovani 'Kino pod zvezdami' ali kot mesto za filmske projekcije poleti, v kinu Terminale - Casa Del Cinema di Prato.

## Galerija
- Zahodni pogled
- Severni pogled
- Glavni vhod
- Corte
- Cerkev Santa Maria delle Carceri in grad
- Grad pred letom 1930
- Grad v 17. stoletju
- Nočni pogled